# Carson River Valley
Carson River Valley az Amerikai Egyesült Államok északnyugati részén, Washington állam Skamania megyéjében elhelyezkedő statisztikai település. A 2000. évi népszámláláskor 2116 lakosa volt.

## Népesség
A 2000-es népszámláláskor   2116 lakója, 797 háztartása és 572 családja volt. A népsűrűség 174,9 fő/km2. A lakóegységek száma 894, sűrűségük 73,9 db/km2. A lakosok 88,52%-a fehér, 0,33%-a afroamerikai, 3,5%-a indián, 0,24%-a ázsiai, 0,57%-a a Csendes-óceáni szigetekről származik, 3,64%-a egyéb-, 3,21%-a pedig kettő vagy több etnikumú. A spanyol vagy latino származásúak aránya 6,1% (   )
A háztartások 36,5%-ában élt 18 évnél fiatalabb. 56,5% házas, 9,8% egyedülálló nő; 28,2% pedig nem család. 23,3% egyedül élt; 8,5%-uk 65 éves vagy idősebb. Egy háztartásban átlagosan 2,65 személy élt; a családok átlagmérete 3,09 fő.
Lakóinak 28,7%-a 18 évesnél fiatalabb, 7,3% 18 és 24 év közötti, 29,5%-uk 25 és 44 év közötti, 23,1%-uk 45 és 64 év közötti, 11,4%-uk pedig 65 éves vagy idősebb. A medián életkor 36 év volt. Minden 100 nőre 99,6 férfi jut; a 18 évnél idősebb nőknél ez az arány 96,4.
A háztartások medián bevétele 33 598 amerikai dollár, ez az érték családoknál $40 519. A férfiak medián keresete $31 413, míg a nőké $25 478. Az egy főre jutó bevétel (PCI) $14 922. A családok 9,4%-a, a teljes népesség 13,7%-a élt létminimum alatt; a 18 év alattiaknál ez a szám 15,9%, a 65 évnél idősebbeknél pedig 11,1%.